# Elminia albicauda
Elminia albicauda là một loài chim trong họ Stenostiridae.